# Grammy Awards 1997
La 39ª edizione dei Grammy Awards si è svolta il 26 febbraio 1997 presso il Madison Square Garden di New York.

## Vincitori e candidati

### Categorie principali

#### Registrazione dell'anno
- Change the World - Eric Clapton; Babyface (produttore)
- Give Me One Reason - Tracy Chapman; Tracy Chapman & Don Gehman (produttori)
- Because You Loved Me - Céline Dion; David Foster (produttore)
- Ironic - Alanis Morissette; Glen Ballard (produttore)
- 1979 - Smashing Pumpkins; Flood & Alan Moulder (produttori)

#### Canzone dell'anno
- Change the World, scritta da Gordon Kennedy, Wayne Kirkpatrick, Tommy Sins, cantata da Eric Clapton
- Give Me One Reason, scritta e cantata da Tracy Chapman
- Because You Loved Me, scritta da Diane Warren, cantata da Céline Dion
- Blue, scritta da Bill Mack, cantata da LeAnn Rimes
- Exhale (Shoop Shoop), scritta da Kenneth "Babyface" Edmonds, cantata da Whitney Houston

#### Miglior artista esordiente
- LeAnn Rimes
- Jewel
- Garbage
- No Doubt
- Tony Rich Project

#### Album dell'anno
- Falling into You - Céline Dion
- Mellon Collie and the Infinite Sadness - The Smashing Pumpkins
- Odelay - Beck
- The Score - Fugees
- Waiting to Exhale: Original Soundtrack Album - Vari Artisti

### Pop

#### Miglior album pop vocale
- Falling into You - Céline Dion
- Secrets - Toni Braxton
- New Beginning - Tracy Chapman
- A Few Small Repairs - Shawn Colvin
- Mercury Falling - Sting

#### Miglior interpretazione vocale pop femminile
- Toni Braxton - Un-Break My Heart
- Shawn Colvin - Get Out of This House
- Céline Dion - Because You Loved Me
- Gloria Estefan - Reach
- Jewel - Who Will Save Your Soul

#### Miglior interpretazione vocale pop maschile
- Eric Clapton - Change the World
- Bryan Adams - Let's Make a Night to Remember
- John Mellencamp - Key West Intermezzo (I Saw You First)
- Tony Rich Project - Nobody Knows
- Sting - Let Your Soul Be Your Pilot

#### Miglior interpretazione vocale pop di gruppo
- The Beatles - Free as a Bird
- Gin Blossoms - As Long as It Matters
- Journey - When You Love a Woman
- The Neville Brothers - Fire on the Mountain
- The Presidents of the United States of America - Peaches
- Take 6 - When You Wish Upon A Star

#### Miglior collaborazione pop vocale
- Natalie Cole e Nat King Cole - When I Fall in Love
- Burt Bacharach e Elvis Costello – God Give Me Strength
- Brandy, Tamia, Gladys Knight e Chaka Khan – Missing You
- Whitney Houston e CeCe Winans – Count on Me
- Sting, John McLaughlin, Dominic Miller e Vinnie Colaiuta – The Wind Cries Mary
- Frank Sinatra e Luciano Pavarotti – My Way

### Rock

#### Miglior album rock
- Sheryl Crow - Sheryl Crow
- Crash - Dave Matthews Band
- Tragic Kingdom - No Doubt
- Road Tested - Bonnie Raitt
- Broken Arrow - Neil Young e Crazy Horse

#### Miglior canzone rock
- Give Me One Reason, scritta da Tracy Chapman, cantata da Tracy Chapman
- Too Much, scritta da Dave Matthews Band, cantata da Dave Matthews Band
- Stupid Girl, scritta da Garbage, cantata da Garbage
- Cry Love, scritta da John Hiatt, cantata da John Hiatt
- Wonderwall, scritta da Noel Gallagher, cantata da Oasis
- 6th Avenue Heartache, scritta da Jakob Dylan, cantata da The Wallflowers

#### Miglior interpretazione vocale rock femminile
- Sheryl Crow - If It Makes You Happy
- Tracy Bonham – Mother Mother
- Tracy Chapman – Give Me One Reason
- Joan Osborne – Spider Web
- Bonnie Raitt – Burning Down the House

#### Miglior interpretazione vocale rock maschile
- Beck - Where It's At
- Bryan Adams – The Only Thing That Looks Good on Me Is You
- Eric Clapton – Ain't Gone 'N Give Up On Your Love
- John Hiatt – Cry Love
- Bruce Springsteen – Dead Man Walkin'

#### Miglior interpretazione rock di un duo o un gruppo
- Dave Matthews Band - So Much to Say
- Garbage – Stupid Girl
- Oasis – Wonderwall
- The Smashing Pumpkins – 1979
- The Wallflowers – 6th Avenue Heartache

#### Miglior canzone metal
- Tire Me - Rage Against the Machine

#### Miglior interpretazione metal
- Rage Against the Machine - Tire Me
- Korn – Shoots and Ladders
- Pantera – Suicide Note Pt. II
- White Zombie – I'm Your Boogieman
- Rob Zombie ed Alice Cooper – Hands of Death (Burn Baby Burn)

#### Miglior canzone hard rock
- Bullet with Butterfly Wings - The Smashing Pumpkins

#### Miglior interpretazione hard rock
- The Smashing Pumpkins - Bullet with Butterfly Wings
- Alice in Chains – Again
- Rage Against the Machine – Bulls on Parade
- Soundgarden – Pretty Noose
- Stone Temple Pilots – Trippin' on a Hole in a Paper Heart

### Alternative

#### Miglior interpretazione di musica alternativa
- Beck - Odelay
- Tori Amos – Boys for Pele
- Tracy Bonham – The Burdens of Being Upright
- R.E.M. – New Adventures in Hi-Fi
- The Smashing Pumpkins – Mellon Collie and the Infinite Sadness

### R&B

#### Miglior album R&B
- Words - Tony Rich
- Moving On - Oleta Adams
- Maxwell's Urban Hang Suite - Maxwell
- New World Order - Curtis Mayfield
- Peace Beyond Passion - Meshell Ndegeocello

#### Miglior canzone R&B
- Exhale (Shoop Shoop), scritta da Babyface, eseguita da Whitney Houston
- Sittin' up in My Room, scritta da Babyface, eseguita da Brandy
- You're Makin' Me High, scritta da Babyface, Toni Braxton e Bryce Wilson, eseguita da Toni Braxton
- Your Secret Love, scritta ed eseguita da Luther Vandross
- You Put a Move on My Heart, scritta da Rod Temperton, eseguita da Tamia

### Country

#### Miglior album country
- The Road to Ensenada - Lyle Lovett

#### Miglior canzone country
- Blue - LeAnn Rimes

### New Age

#### Miglior album new age
- The Memory of Trees - Enya
- Arcanum - Acoustic Alchemy
- Pianissimo II - Suzanne Ciani
- Lore - Clannad
- Opium - Ottmar Liebert e Luna Negra

### Rap

#### Miglior album rap
- The Score - Fugees
- All Eyez On Me - 2Pac
- Beats, Rhymes and Life - A Tribe Called Quest
- Gangsta's Paradise - Coolio
- Mr. Smith - LL Cool J

#### Miglior interpretazione rap solista
- LL Cool J - Hey Lover
- Coolio – 1, 2, 3, 4 (Sumpin' New)
- Nas – If I Ruled the World (Imagine That)
- Heavy D – Rock With You
- Busta Rhymes – Woo Hah!! Got You All in Check

### Reggae

#### Miglior album reggae
- Hall of Fame: A Tribute to Bob Marley's 50th Anniversary - Bunny Wailer
- Mr. Cool - Gregory Isaacs
- Man with the Fun - Maxi Priest
- Lyrically Potent - Sister Carol
- Greetings from Skamania - The Skatalites

### Produzione e ingegneria del suono

#### Produttore dell'anno, non classico
- Babyface
- David Foster
- Don Gehman
- Brendan O'Brien
- Don Was

### Videoclip

#### Miglior videoclip
- Free as a Bird - The Beatles; Joe Pytka (regista); Vincent Joliet (produttore)[3]
- Walking Contradiction - Green Day
- Earth Song - Michael Jackson
- Ironic - Alanis Morissette
- Tonight, Tonight - The Smashing Pumpkins

## Categorie speciali

### MusiCares Person of the Year
- Phil Collins